# Southlake (Texas)
Southlake es una ciudad ubicada en el condado de Tarrant, en el estado estadounidense de Texas. En el Censo de 2010 tenía una población de 26575 habitantes y una densidad poblacional de 455,97 personas por km².

## Geografía
Southlake se encuentra ubicado en las coordenadas 32°57′16″N 97°8′56″O / 32.95444, -97.14889. Según la Oficina del Censo de los Estados Unidos, tiene una superficie total de 58.28 km², de la cual 56.66 km² corresponden a tierra firme y (2.79%) 1.62 km² es agua.

## Demografía
Según el censo de 2010, había 26575 personas residiendo en Southlake. La densidad de población era de 455,97 hab./km². De los 26575 habitantes, Southlake estaba compuesto por el 88.26% blancos, el 2.06% eran afroamericanos, el 0.35% eran amerindios, el 6.23% eran asiáticos, el 0.03% eran isleños del Pacífico, el 0.95% eran de otras razas y el 2.12% pertenecían a dos o más razas. Del total de la población el 5.49% eran hispanos o latinos de cualquier raza.